# 郭毅为
郭毅为（1928年1月—），男，广东潮阳人，中华人民共和国政治人物，曾任致公党中央委员，悉尼华人逍遥同乐会会长，第七、八届全国政协委员。